# Mohamed Djouhri
 (mai 2023).
La mise en forme du texte ne suit pas les recommandations de Wikipédia : il faut le « wikifier ».
Les points d'amélioration suivants sont les cas les plus fréquents. Le détail des points à revoir est peut-être précisé sur la page de discussion.
- Les titres sont pré-formatés par le logiciel. Ils ne sont ni en capitales, ni en gras.
- Le texte ne doit pas être écrit en capitales (les noms de famille non plus), ni en gras, ni en italique, ni en « petit »…
- Le gras n'est utilisé que pour surligner le titre de l'article dans l'introduction, une seule fois.
- L'italique est rarement utilisé : mots en langue étrangère, titres d'œuvres, noms de bateaux, etc.
- Les citations ne sont pas en italique mais en corps de texte normal. Elles sont entourées par des guillemets français : « et ».
- Les listes à puces sont à éviter, des paragraphes rédigés étant largement préférés. Les tableaux sont à réserver à la présentation de données structurées (résultats, etc.).
- Les appels de note de bas de page (petits chiffres en exposant, introduits par l'outil «  Source ») sont à placer entre la fin de phrase et le point final[comme ça].
- Les liens internes (vers d'autres articles de Wikipédia) sont à choisir avec parcimonie. Créez des liens vers des articles approfondissant le sujet. Les termes génériques sans rapport avec le sujet sont à éviter, ainsi que les répétitions de liens vers un même terme.
- Les liens externes sont à placer uniquement dans une section « Liens externes », à la fin de l'article. Ces liens sont à choisir avec parcimonie suivant les règles définies. Si un lien sert de source à l'article, son insertion dans le texte est à faire par les notes de bas de page.
- La présentation des références doit suivre les conventions bibliographiques. Il est recommandé d'utiliser les modèles {{Ouvrage}}, {{Chapitre}}, {{Article}}, {{Lien web}} et/ou {{Bibliographie}}. Le mode d'édition visuel peut mettre en forme automatiquement les références.
- Insérer une infobox (cadre d'informations à droite) n'est pas obligatoire pour parachever la mise en page.

Pour une aide détaillée, merci de consulter Aide:Wikification.
Si vous pensez que ces points ont été résolus, vous pouvez retirer ce bandeau et améliorer la mise en forme d'un autre article.
Mohamed Djouhri (en arabe : محمد جوهري) surnommé Djo, est un acteur algérien né le 27 juillet 1950 à Alger en Algérie et mort le 4 décembre 2020 à Alger.

## Biographie
Issu d'une famille nombreuse, Mohamed Djouhri naît le 27 juillet 1950, à Maison-Carrée, commune de la banlieue est d’Alger.
Adolescent turbulent, il pratique la boxe pour fuir sa situation sociale. Il a 15 ans quand il fait de la figuration dans le film de Gillo Pontecorvo La Bataille d’Alger.
En 1978, Mohamed Djouhri est choisi pour interpréter un des rôles principaux dans le court-métrage Rue Tartarin d'Okacha Touita.
En 2006, il apparaît aux côtés d'Olivier Gourmet, Robinson Stévenin et Charles Aznavour, dans Mon colonel  de Laurent Herbiet, et dans Nuits d’Arabie de Paul Kieffer avec Sabrina Ouazani.
Il joue Hocine dans le thriller Jours de cendre (2013) d'Amar Sifodil, sur le parcours de quatre personnes qui sombrent dans la délinquance et la violence ; suivi de participations dans Les Terrasses (2013) de Merzak Allouache, et El Achiq (2017), pour lequel il retrouve le réalisateur Amar Sifodil.
En 2016, il joue dans En attendant les hirondelles, le premier long-métrage de Karim Moussaoui, trois histoires dans l’Algérie contemporaine.
En 2018 il est le partenaire de Catherine Deneuve dans L’Adieu à la nuit⁣ d'André Téchiné.
Puis, il revient dans le rôle d'Omar dans Le Sang des loups⁣ (2019), un polar haletant, une nouvelle fois sous la direction d'Amar Sifodil.

### Mort
Il meurt des suites d’une crise cardiaque le vendredi 4 décembre 2020, à l’âge de 70 ans.

## Filmographie
- 1966 : La Bataille d’Alger (La battaglia di Algeri / معركة الجزائر ) de Gillo Pontecorvo : figuration
- 1970 : Élise ou la vraie vie de Michel Drach
- 1980 : Rue Tartarin (court métrage) d'Okacha Touita
- 2006 : Mon colonel de Laurent Herbiet : le caïd El Rachid
- 2007 : Morituri (موريتوري) d'Okacha Touita
- 2007 : Nuits d’Arabie de Paul Kieffer : le gardien de prison
- 2010 : Hors-la-loi de Rachid Bouchareb : l'entraîneur
- 2012 : Zabana! (زبانة) de Saïd Ould Khelifa
- 2013 : Jours de cendre ( أيام الرماد) d'Amar Sifodil : Hocine
- 2013 : Les Terrasses (ﺍﻟﺳﻃﻭﺡ) de Merzak Allouache : apparition
- 2014 : J'ai 50 ans de Djamel Azizi
- 2017 : El Achiq d'Amar Sifodil : Maître Giudicelli
- 2017 : En attendant les hirondelles de Karim Moussaoui : Mourad
- 2019 : L’Adieu à la nuit d'André Téchiné : Youssef
- 2019 : Le Sang des loups (دم الذئاب) d'Amar Sifodil : Omar
- 2021 : Alger confidentiel (mini-série télévisée) : Youcef Benmedi